# Плохие парни (фильм, 1983)
«Плохие парни» (англ. Bad Boys) — американская криминальная драма режиссёра Рика Розенталя, действие которой происходит в тюрьме для несовершеннолетних. Главную роль в фильме исполнил Шон Пенн, а во второстепенных ролях дебютировали в кино Клэнси Браун, Алан Рак и Элли Шиди. В США фильм вышел 25 марта 1983 года, собрав в прокате около 9 миллионов долларов, превысив заявленный 5-миллионный бюджет. По состоянию на 2018 год рейтинг фильма на сайте Rotten Tomatoes составлял 89% «свежести» и 7,2 — на сайте IMDb.

## Сюжет
Мик О'Брайен — 16-летний потомок ирландских иммигрантов, живущий в криминальном районе Чикаго, совершает мелкие преступления и занимается вандализмом, но стремится к делам крупнее. Мик решает ограбить своего пуэрто-риканского соперника, Пако Морено, но всё идёт не по плану. Товарищ Мика, Карл, гибнет, а сам Мик, в попытке скрыться от полиции, случайно давит машиной восьмилетнего брата Пако. Мика отправляют в Рейнфордский исправительный центр для несовершеннолетних, где почти весь персонал отвёл себе роль сторожей зоопарка. Исключением является только Рамон Эррера, бывший член банды, который пытается наставить малолетних преступников на правильный путь.
О'Брайена определяют в камеру к Барри Горовицу — небольшому, мозговитому, еврейскому мальчику, который поджёг боулинг, когда там находились парни, избившие его за флирт с их подружками. Заправляют же в тюремном блоке двое крупных, жестоких садистов — «Викинг» Лофгрен и Уоррен Джером. Мик поначалу пытается смириться с местным укладом, но когда Джером сбрасывает с верхнего этажа бросившегося на него с заточкой мальчика (которого Джером незадолго до этого изнасиловал), отказывается идти у них на поводу. Когда Джером и Лофгрен хотят на него напасть, Мик избивает их наволочкой, набитой жестяными банками с газировкой, и его авторитет среди заключенных резко вырастает.
В это время Пако насилует девушку Мика, Джей Си. Узнав об изнасиловании подруги, Мик сбегает с помощью Горовица, который прожигает дыру в двойном сетчатом заборе при помощи самодельного щелочного раствора. Сам Горовиц, запутавшись в проволоке при побеге, попадает в руки охраны. Рамон Эррера догадывается, что Мик пойдет домой к Джей Си, и вскоре забирает его оттуда. Эррера отвозит парня на экскурсию в тюрьму максимального уровня безопасности, где демонстрирует Мику, что его ждёт, если он пойдет дальше по преступному пути.
Полиция арестовывает Пако, но в других исправительных центрах нет мест, и его определяют в Рейнфорд, в камеру к Лофгрену. Пако провоцирует Мика на драку, но тот избегает столкновения, теряя уважение других заключенных. Горовиц, в попытке отомстить за Мика, подкладывает самодельную бомбу в магнитофон в камере Пако, но бомба срабатывает не по плану, и Лофгрен получает лишь небольшую травму. Горовица утаскивают в камеру одиночного содержания, чего он боится больше всего на свете.
Готовится перевод Пако в другую тюрьму, но в ночь перед этапом Пако имитирует приступ аппендицита. Когда Эррера, дежурящий в ту ночь, спешит на помощь, Пако нападает на надзирателя и запирает его в кабинете. Заключенные баррикадируют двери в тюремное помещение, и Пако вызывает Мика на бой на виду у всех. В драке Мик с большим трудом одолевает Пако, но, несмотря на призывы других подростков убить Пако, оттаскивает поверженного противника к кабинету Рамона и возвращается в свою камеру, где даёт волю слезам.

## В ролях
| Актёр            | Роль                                |
| ---------------- | ----------------------------------- |
| Шон Пенн         | Мик О'Брайен                        |
| Эсай Моралес     | Пако Морено                         |
| Рени Сантони     | Рамон Эррера                        |
| Элли Шиди        | Джей Си Уаленски                    |
| Алан Рак         | Карл Бреннан                        |
| Эрик Гарри       | Барри Горовиц                       |
| Джим Муди        | Джин Дэниэлс                        |
| Клэнси Браун     | Лофгрен                             |
| Роберт Ли Раш    | Джером                              |
| Рик Розенталь    | (камео) судья                       |
| Джейми Ли Кёртис | (камео) девушка с длинными волосами |

## Производство
Фильм снимался в Чикаго и его окрестностях. Сцены в Рейнфордском исправительном центре снимались в тюрьме имени Святого Чарльза, рассчитанной на несовершеннолетних правонарушителей. Тюрьма для взрослых, куда Эррера приводит О'Брайена — это Стейтвилльский Коррекционный Центр, расположенный неподалёку от города Джолиет, в окрестностях Чикаго.

## Критика
Среди критиков у «Плохих парней» преобладают положительные отзывы. На сайте агрегатора рейтингов кино Rotten Tomatoes «Плохим парням» присвоен рейтинг «свежести» 89% на основе 19 отзывов. Роджер Эберт похвалил режиссерскую и операторскую работы. В статье для «The New York Times» Дженет Мэслин написала: «Игра Шона Пенна — это главное, что отделяет „Плохих парней“ от простого эксплуатационного кино». Согласно Перри Селберту («All Media Guide»), фильм доказывает, что «великолепная игра может перебороть рутинные сюжетные линии». В свою очередь, критик журнала «The New Yorker» Дэвид Денби назвал фильм «по сути, демагогической работой».